# Haplochromis latifasciatus
Haplochromis latifasciatus, vrsta tropske slatkovodne ribe iz porodice ciklida poznata i pod sinonimnim imenom Astatotilapia latifasciata. Opisao ju je C. T. regan 1929.
H. latifasciatus živi u afričkom jezeru Kyoga u Ugandi. Naraste maksimalno 11.0 cm. Na popisu je kritično ugroženih vrsta